# Magnolia fistulosa
Magnolia fistulosa är en magnoliaväxtart som först beskrevs av Achille Eugène Finet och François Gagnepain, och fick sitt nu gällande namn av James Edgar Dandy. Magnolia fistulosa ingår i släktet Magnolia och familjen magnoliaväxter. Inga underarter finns listade i Catalogue of Life.